# Berg (Sømna)
Berg este o localitate din comuna Sømna și Brønnøy, provincia Nordland, Norvegia, cu o suprafață de 0,55 km² și o populație de 545 locuitori (2013).